# Монастырский (ручей)
Монасты́рский (также Кизилта́шский, Лагдин-узень; укр. Монастирський, крымскотат. Qızıltaş, Къызылташ) — ручей на юго-восточном берегу Крыма, правая составляющая реки Отузки. Находится на территории городского округа Феодосия. Длина водотока 12 километров, площадь водосборного бассейна — 35 км², среднемноголетний сток в устье составляет 0,046 м³/сек.

## Название
Название ручья впервые встречается на карте южного Крыма из сборника Петра Кеппена 1836 года, где он подписан, как Лагдин-узень, Монастырским, или Кизилташским ручей назван в труде Николая Рухлова «Обзор речных долин горной части Крыма» 1915 года, откуда они, видимо, перешли в другие издания.

## География
Началом водотока считается почитающийся целебным источник Стефана Сурожского, вытекающий из грота на территории Кизилташского монастыря (упоминается ещё Петром Кеппеном в труде «О древностях южнаго берега Крыма и гор Таврических» 1837 года), при этом в округе имеется ещё несколько родников, а на картах, выше источника, обозначен овраг Мезарлык-Узень с временным водотоком. Течёт, по ущелью, поросшему шибляком, пополняемый несколькими родниками, вначале на юго-восток, после монастыря поворачивая на восток. Уклон реки — 37,6 м/км, среднемноголетний сток, на гидропосте Щебетовка, составляет 0,046 м³/сек (по другим данным 0,071 м³/сек). Согласно справочнику «Поверхностные водные объекты Крыма», у ручья 3 безымянных притока. В посёлке Щебетовка, Монастырский ручей, сливаясь с Кабакташским ручьём, образует реку Отузку, на высоте 79 м над уровнем моря, водоохранная зона ручья установлена в 100 м.